# 双溪槟榔
双溪槟榔是马来西亚槟城州东北县日落洞的郊区，距乔治市市中心约2公里，有一条槟榔河流经城中并最终流入槟威海峡。该区原是一个乡镇，后受毗邻的乔治市市区建设而有所发展。
18世纪初，该区的槟榔河流域在法兰西斯·莱特初抵槟城时已有住户从事渔业，多来自吉打苏丹王朝及北苏门答腊。该区亦保有部分马来人和印度人的老村子，迄今仍有居民生活。

## 交通

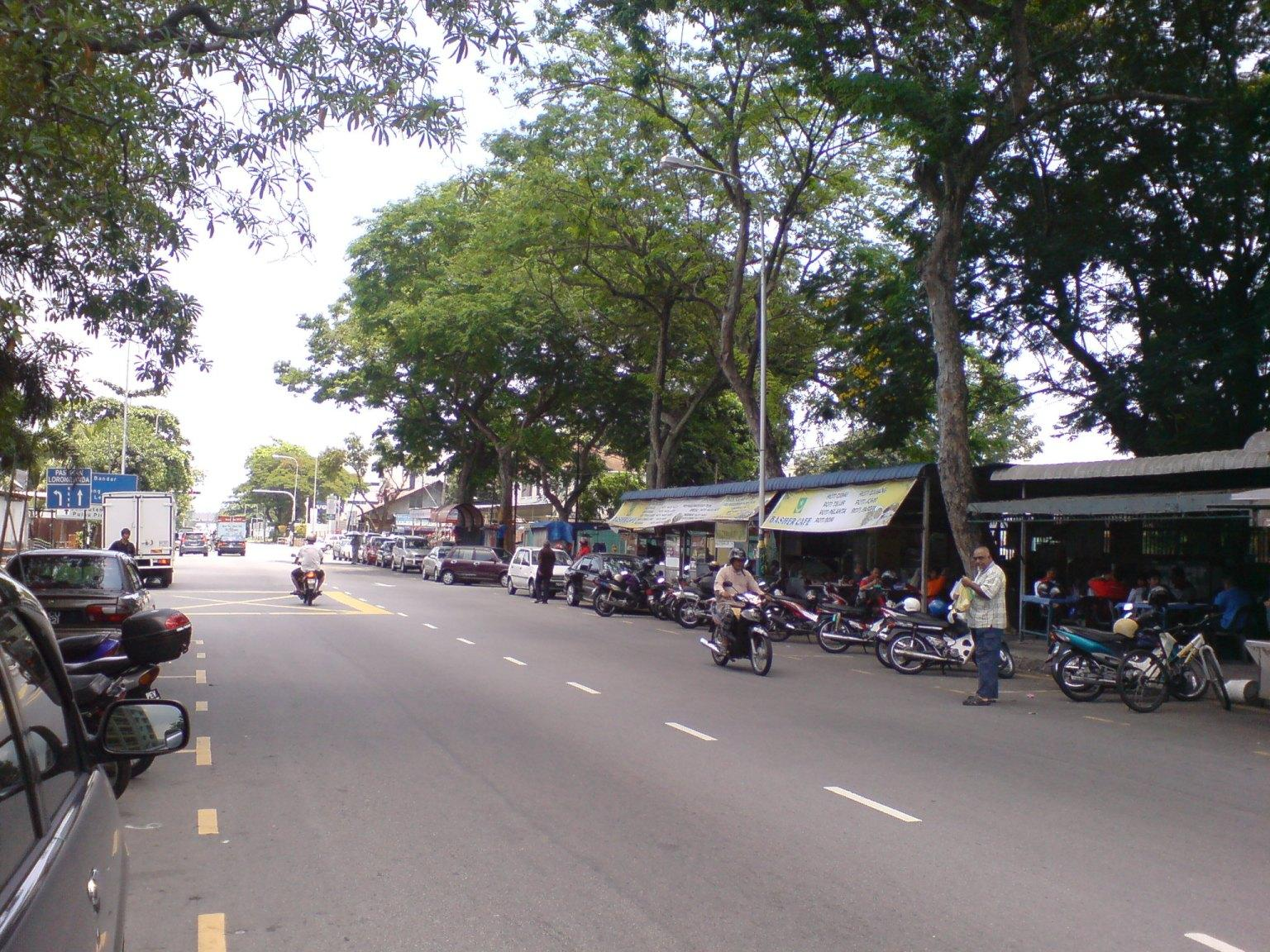
双溪槟榔路

目前，双溪槟榔的主干通道为双溪槟榔路（Jalan Sungai Pinang），其路线从比·南利路与霹雳路的交叉口东南角延伸，起初原本终止于  联邦六号公路之一的日落洞路，但1990年代经延长路段后改为持续行驶直至  敦林苍祐大道高架桥的交汇处，桥下与1号双溪槟榔路（Lebuh Sungai Pinang 1）衔接，全程走向平行垂直。

## 教育

### 小学
- 双溪路国小[4]

### 国际学校
- 槟城日本人学校（日语：ペナン日本人学校）[5]